# Richtfunkstation Ansfelden
Die Richtfunkstation Ansfelden ist ein 93 Meter hoher Turm aus Stahlbeton, der im Gemeindegebiet von Ansfelden, Oberösterreich wenige Kilometer südlich von Linz steht.
Er wurde am 22. September 1978 eröffnet und diente als Ersatz für die Richtfunkantennen bei der Sendeanlage Fleckendorf, die noch bis Mitte der 1990er Jahre betrieben wurde und deren ehemaliger Richtfunkmast heute von Mobilfunkbetreibern genutzt wird. Über die Station läuft die 1959 eröffnete nördliche Ost-West-Richtfunk-Verbindung Wien-Salzburg-Innsbruck-Bregenz für Telefon, Fernsehen und Rundfunk. Die nächsten Relaisstationen befinden sich in Sonntagberg (Osten) und am Sulzberg bei Haag am Hausruck (Westen). Es werden von hier aus auch die Abzweigungen zum Fernmeldeamt in Linz und zum Sender Lichtenberg realisiert.
Der Betonschaft hat einen Durchmesser von etwa 6,5 m und eine Höhe von 76 m und wurde in Gleitschalungstechnik errichtet. Die Trägerplatte für die Kanzel mit 20 m Durchmesser wurde auf dem Boden betoniert und hydraulisch auf 50 m gehoben. Auf dem Betonschaft sitzt ein Gittermast mit 17 m Höhe. Der Turm steht auf einem Hochpunkt (363 m ü. A.) des östlichen Ausläufers des Ziehbergs. Die Spitze des Turmes, unter der sich drei Plattformen für Sendeanlagen befinden, liegt somit bei 456 m ü. A.
Derzeit betreibt der Eigentümer, die Telekom Austria, hier einen Richtfunkknoten sowie eine Mobilfunkanlage von ihrem Mobilfunknetz A1. Außerdem wird der Turm von Rettungsorganisationen genutzt. Im Jahr 2006 konnten 28 digitale Richtfunksysteme mit einer Übertragungskapazität von 2,8 GB pro Sekunde, was 43.000 Fernsprechkanälen entspricht oder alternativ 100 – 600 Videokanälen, und 22 analoge Richtfunksysteme für 27.000 Fernsprechkanäle (alternativ 22 Videokanäle) genutzt werden.
Der Turm ähnelt sehr den Typentürmen der Deutschen Telekom AG und ist einer von vier dieser Art in Österreich. Ein ähnlicher Turm steht auf dem Exelberg sowie in Roßbrand bei Radstadt.